# Deng Zhiwei
Deng Zhiwei (kinesiska: 邓志伟), född 1 februari 1988, är en kinesisk brottare som tävlar i fristil.

## Karriär
Deng tävlade för Kina vid olympiska sommarspelen 2016 i Rio de Janeiro, där han blev utslagen i den andra omgången i 125 kg-klassen. Vid olympiska sommarspelen 2020 i Tokyo slutade Deng på femte plats i 125 kg-klassen efter att ha förlorat bronsmatchen mot iranske Amir Hossein Zare.